# Amed SFK
El Amed SFK, o su nombre completo Amed Sportif Faaliyetler, es un equipo de fútbol de Turquía que juega en la TFF Primera División, la segunda categoría nacional.

## Historia
Fue fundado en el año 1972 en la ciudad de Diyarbakır con el nombre Melikahmet Turanspor por su principal patrocinador Turan Gazozlar. En 1985 el club pasa a llamarse Melikahmetspor luego de que el convenio de patrocinio terminara.
El municipio de Diyarbakır adquirió al club en 1990 y cambió su nombre por el de Diyarbakır Belediyespor. En 1993 el club pasa a llamarse Diyarbakır Büyükşehir Belediyespor luego de que la ciudad pasara a ser un municipio metropolitano. El alcalde Feridun Çelik del DEHAP cambiaría el nombre del club en 1999 por el de Diyarbakır Büyükşehir Belediyesi DİSKİspor pasa asociarlo al departamento de aguas (DİSKİ). Al inicio de la temporada 2010–11 la asamblea general decidió que el club volviera a llamarse Diyarbakır Büyükşehir Belediyespor.
En octubre de 2014 pasó a llamarse Amedspor sin aprobación oficial, y por ello fue multado por la Federación Turca de Fútbol (TFF) que se opuso al cambio. La razón por la que la TFF se opuso fue que ya existía un equipo con el nombre Amedspor, equipo que después pasó a llamarse Amidaspor. Sin embargo, cuando decidieron que el equipo se llamara Amed Sportif Faaliyetler Kulübü, la TFF lo aceptó.

## Afición y Rivalidades
A inicios de 2016 el Amedspor vencería al Bursaspor para clasificar a los cuartos de final de la Copa de Turquía. Como consecuencia los aficionados fueron vetados de partido de cuartos de final ante el Fenerbahçe S.K. por la TFF. La TFF también suspendió al centrocampista Deniz Naki por 12 partidos por apoyar la paz entre kurdos y turcos en un tuit, además de ser multado con 19.500 TL (~$6500). Además, la policía allanó las oficinas del club y tomaron las computadoras por sospecha del tuit políticamente controversial que originó el problema.
De acuerdo a una entrevista hecha al periódico alemán Die Zeit con sus representante, el club experimentó dificultades debido a que uno de sus símbolos está relacionado con el nacionalismo kurdo según las autoridades locales y la TFF. La bandera de Kurdistán está prohibida en los estadios desde diciembre de 2015 y los aficionados del Amedspor fueron vetados de ir a los partidos de club en condición de visitante por el torneo de liga. Luego de suspender a 500 aficionados que vieron un partido en el estadio sin los colores de su equipo, pero al ser relacionados al club al mostrar sus emociones luego de que el Amedspor anotara un gol, se generó un problema con los aficionados del otro equipo y la policía los sacó del estadio antes de terminar el partido. De enero de 2016 a febrero de 2019 los aficionados de club fueron vetados de ver los partidos de club de visita por 64 partidos, y los aficionados del Amed SK femenil no se les permitióver los partidos de visita de 2018 a febrero de 2019. Algunos artículos relacionados al club que tenían los aficionados fueron decomisados por la policía. El Amedspor también cuenta con una sección de voleibol femenil.
Antes del partido ante el Bursaspor del 5 de marzo de 2023, los jugadores del Amedspor fueron atacados por algunos aficionados del Bursaspor por anuncios de Mahmut Yıldırım, un espía responsable de asesinatos no resueltos y fotos del vehículo "Renault Toros", símbolos de desapariciones forzadas y crímenes políticos en el país en los  años 1990. La Diyarbakır Bar Association, considerada como cómplice criminal en los eventos de partido, le achacaron los cargos de incitar o humillar al público con hostilidad, de manera intencional, por insultar a un oficial.

## Palmarés
- TFF Second League (1): 2023–24 (Grupo Rojo)
- TFF Third League (2): 2006–07 (Grupo 1), 2012–13 (Grupo 1)